# ماريو مارتوس
ماريو مارتوس (بالإسبانية: Mario Martos)‏ (14 نوفمبر 1991 بخاين في إسبانيا - ) هو لاعب كرة قدم إسباني في مركز الهجوم. لعب مع أولمبياكوس نيقوسيا وريال خاين ونادي ألميريا ب.

## روابط خارجية
- ماريو مارتوس على موقع قاعدة بيانات كرة القدم.إي يو (الإنجليزية)
- ماريو مارتوس على موقع Soccerway.com (الإنجليزية)